# پل فوچر
پل فوچر (انگلیسی: Paul Futcher; ۲۵ سپتامبر ۱۹۵۶ – ۲۳ نوامبر ۲۰۱۶) بازیکن فوتبال اهل بریتانیا بود.
از باشگاه‌هایی که در آن بازی کرده‌است می‌توان به باشگاه فوتبال دربی کانتی، باشگاه فوتبال اولدهام اتلتیک، باشگاه فوتبال بارنزلی، باشگاه فوتبال لوتون تاون، باشگاه فوتبال دانداک، باشگاه فوتبال هالیفاکس تاون، باشگاه فوتبال ساوتپورت، باشگاه فوتبال منچستر سیتی، باشگاه فوتبال گریمزبی تاون، باشگاه فوتبال گرزلی، و باشگاه فوتبال درویلزدن اشاره کرد.
وی همچنین در تیم ملی فوتبال زیر ۲۱ سال انگلستان بازی کرده‌است.